# 알프레도 탈라베라
알프레도 탈라베라 디아스(스페인어: alˈfɾeðo talaˈβeɾa, 1982년 9월 18일, 할리스코주, 라 바르카 ~)는 멕시코의 전 축구 선수로, 과거 멕시코 국가대표팀에서 골키퍼로 활약했다.

## 클럽 경력

### 과달라하라
오스왈도 산체스가 클라우수라 2005의 초반 일정을 앞두고 어깨 부상으로 빠지게 되자, 탈라베라가 치바스 프리메라 디비시온 데 메히코의 경기를 맡았으며, 코파 리베르타도레스에서 남아메리카 팀들도 상대하였다.
2006년 4월 2일, 산체스가 잠시 팀을 떠나 독일에서 열리는 2006년 FIFA 월드컵을 참가하기 위해 멕시코 국가대표팀 잠시 합류하였고, 그 공백 기간 동안 탈라베라가 수문장을 맡았다. 그 이후로, 그는 클라우수라 2006의 치바스 경기 6번을 출전하였다. 그의 첫 선발 경기인 모나르카스 모렐리아와의 경기에서는 0-2로 패하였다. 이는 아틀라스와의 지역 더비에도 졌다. 서발로 출전한 첫 경기의 상대는 톨루카로, 0-2로 패하였으며, 하구아레스와의 8강 1차전 경기에서 인저리 타임에 하구아레스에게 승리를 헌납하는 골을 실점하는 등 졸전을 거듭하자, 호세 마누엘 데 라 토레 감독은 그를 주전에서 내리고 이 자리를 루이스 에르네스토 미첼에게 맡겼으며, 과달라하라는 전세를 뒤집어 준결승에 진출하였다. 그 다음 시즌, 오스왈도 산체스가 복귀하자, 탈라베라는 졸지에 과달라하라의 써드 키퍼로 격하되었으며, 미첼은 백업 골키퍼가 되었고, 오스왈도가 치바스를 떠나자, 미첼이 주전이 되었고, 탈라베라가 백업으로 격상되었다. 이후, 그는 치바스에서 더 이상 출전하지 못하였으며, 더 많은 출장 시간의 보장을 받기 위해 이적하기로 결심하였다.

### UANL
치바스는 2008년에 탈라베라를 UANL에 1년간 임대시켰으며, 이곳에서도 오스카르 페레스와의 주전 경쟁에서 밀려 많은 출장 시간을 보장받지 못하였다. 게다가, 탈라베라는 훈련 도중 부상을 당하며 상황이 악화되었고, 엔리케 팔로스에게도 밀리게 되었다. 완전 회복 후, 알프레도는 UANL에서 방출되었다.

### 톨루카
탈라베라는 톨루카에 의해 아페르투라 2009에서 부상당한 에르난 크리스탄테의 백업 골리로 영입되었으며, 톨루카의 매 경기를 선발로 맡았으며, 팀은 몬테레이와의 아페르투라 2009 준결승과, 파추카와의 토르네오 비센테나리오 2010 준결승에 진출하였다. 2010년 5월 15일, 탈라베라는 선발로 첫 선발 출전을 하였고, 팀은 파추카를 1-0 (합계 3-2) 로 이겼다. 2010년 5월 23일, 탈라베라는 승부차기에서 페르난도 아르세의 슛을 선방하여 승부차기 (4-3) 끝에 승리하며 톨로카에서 처음으로 주요 대회를 우승하였다. 아페르투라 2010에서, 선발 상태를 재확인시키며 등번호 1번을 받았다. 2013년 9월 15일, 톨루카는 푸에블라와의 경기에서 1-0으로 뒤지고 있는 와중에 87분에 상대 선수의 핸드볼로 페널티킥을 얻어내자, 탈라베라가 나서서 89분에 성공시켰고, 이는 그의 리가 MX 첫골이 되었다.

## 국가대표팀 경력
2011년 1월 27일, 탈라베라는 보스니아 헤르체고비나와의 친선경기를 앞두고 멕시코 국가대표팀에 차출되었다. 그는 2011년 3월 26일에 파라과이와의 경기에서 데뷔하였고, 삼색기 군단 (El Tri) 은 3-1로 이겼다. 그는 크루스 아술 소속의 코로나가 리기야 스캔들에, 오초아가 클렌부테롤 사건에 연루됨에 따라, 알프레도 탈라베라는 단 한번의 국제 경기 출전이라는 짧은 경력에도 불구하고 멕시코의 주전 키퍼 자리를 차지하였다. 그는 골드컵 대회에서 5경기 출전하였으며, 미국과의 결승전에서도 선발로 출장하였다.
2014년 6월 2일, 탈라베라는 브라질의 2014년 FIFA 월드컵을 앞두고 멕시코의 엔트리에 이름을 올렸다.

## 수상

### 클럽
과달라하라
- 리가 MX: 아페르투라 2006

톨루카
- 리가 MX: 토르네오 비센테나리오 2010

### 국가대표팀
멕시코
- CONCACAF 골드컵: 2011

### 개인
- 대회 최고 골키퍼: 토르네오 비센테나리오 2010
- 최고 선방 2위: 2011